# ВИЧ-инфекция
ВИЧ-инфе́кция — медленно прогрессирующее заболевание, вызываемое вирусом иммунодефицита человека (ВИЧ). Вирус поражает клетки иммунной системы, имеющие на своей поверхности рецепторы CD4: Т-хелперы, моноциты, макрофаги, клетки Лангерганса, дендритные клетки, клетки микроглии. В результате работа иммунной системы угнетается, развивается синдром приобретённого иммунного дефицита (СПИД), организм больного теряет возможность защищаться от инфекций и опухолей, возникают оппортунистические заболевания, которые не характерны для людей с нормальным иммунным статусом.
В настоящее время благодаря доступности антиретровирусной терапии качество и продолжительность жизни ВИЧ-положительных людей не отличается от ВИЧ-отрицательных людей. Принимая терапию, человек достигает нулевой вирусной нагрузки, вследствие чего не способен инфицировать других людей, в том числе при незащищённом половом акте.
В отсутствие приёма антиретровирусной терапии иммунная система человека постепенно ослабевает. Данная стадия развития ВИЧ-инфекции называется латентной и продолжается в среднем от шести до семи лет. В случае если человек отказывается от приёма АРВТ-терапии, продолжающаяся репликация ВИЧ и истощение иммунитета приводят к стадии вторичных заболеваний, угрожающих жизни. Скорость развития ВИЧ-инфекции зависит от многих факторов, в том числе от статуса иммунной системы, возраста (пожилые люди имеют повышенный риск быстрого развития заболевания в сравнении с более молодыми людьми), штамма вируса, коинфекций, полноценности питания и иных. Недостаточный уровень медицинского ухода и наличие сопутствующих инфекционных заболеваний, например, туберкулёза, вызывает предрасположенность к скоротечному развитию заболевания.

## Этиология и патогенез

### Вирус иммунодефицита человека

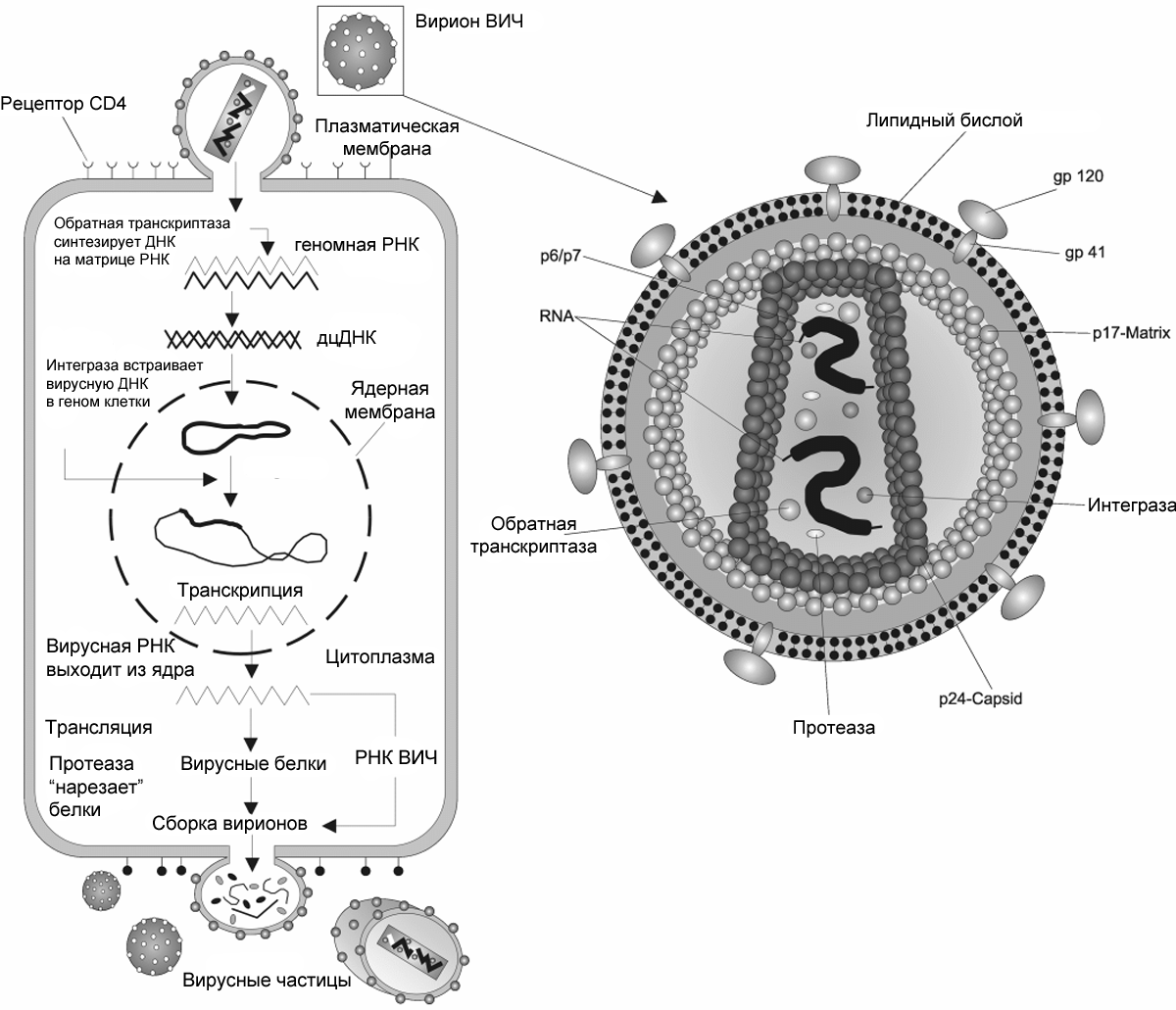
Репликация вируса иммунодефицита человека в клетке

ВИЧ-инфекцию вызывает вирус иммунодефицита человека, относящийся к семейству ретровирусов, роду лентивирусов. Геном ВИЧ представлен рибонуклеиновой кислотой и в заражённой клетке подвергается обратной транскрипции. ВИЧ поражает клетки крови человека, имеющие на своей поверхности CD4-рецепторы: Т-лимфоциты, макрофаги и дендритные клетки. Инфицированные вирусом Т-лимфоциты гибнут из-за разрушения вирусом, апоптоза или уничтожения цитотоксическими Т-лимфоцитами. После того, как число CD4+ T-лимфоцитов становится ниже 200 в одном микролитре крови, система клеточного иммунитета перестаёт защищать организм.
Оболочка вируса состоит из двуслойной липидной мембраны, в которую встроен ряд белков, например трансмембранный гликопротеин gp41 и поверхностный гликопротеин gp120:293-294, 296. Внутри «ядра» вируса, состоящего из матричного белка p17 и капсидного белка p24, находятся две одноцепочечные молекулы геномной РНК и ряд ферментов: обратная транскриптаза, интеграза и протеаза.

### Генетические факторы иммунитета к ВИЧ
Наследственность играет важную роль в развитии ВИЧ-инфекции, лица, гомозиготные по аллелю CCR5-Δ32, имеют генетически обусловленную устойчивость к некоторым серотипам ВИЧ Мутация в гене CCR2 приводит к задержке развития СПИД. Для ВИЧ характерно значительное генетическое разнообразие, описаны штаммы с различными скоростями развития заболевания.
Лица, имеющие мутации в CCR5 корецепторах М-тропных штаммов вируса, маловосприимчивы к М-тропным штаммам ВИЧ-1, но заражаются Т-тропными штаммами. Гомозиготность по HLA-Bw4 является предохраняющим фактором от прогрессирования болезни. У гетерозигот по локусам HLA класса I иммунодефицит развивается медленнее, чем у гомозигот.
Исследования показали, что у носителей HLA-B14, B27, B51, B57 и C8 инфекция прогрессирует медленнее, а у носителей HLA-A23, B37 и B49 иммунодефицит развивается быстро. У всех ВИЧ-инфицированных с HLA-B35 СПИД развивался не ранее, чем через 8 лет после заражения. У половых партнёров, несовместимых по HLA класса I, риск заражения ВИЧ при гетеросексуальных контактах ниже.

### Изменения в иммунной системе

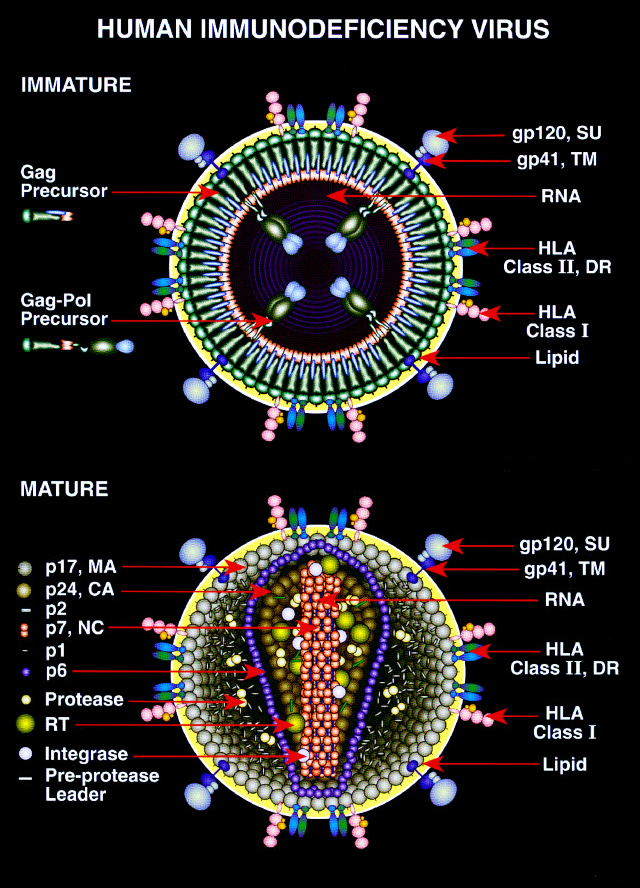
Незрелая и зрелая формы ВИЧ (стилизованное изображение)

В острой фазе ВИЧ-инфекции, в стадии виремии, происходит резкое снижение CD4+ T-лимфоцитов за счёт прямого лизирующего действия вируса и нарастание числа копий вирусной РНК в крови. После этого отмечается стабилизация процесса с некоторым увеличением числа CD4 клеток, не достигающим, однако, нормальных величин.
Положительная динамика обусловлена увеличением числа цитотоксических CD8+ Т-лимфоцитов. Эти лимфоциты способны уничтожать ВИЧ-инфицированные клетки напрямую путём цитолиза без ограничения по человеческому лейкоцитарному антигену класса I (англ.  Human leukocyte antigen-HLA). Кроме того, они секретируют подавляющие факторы (хемокины), такие как RANTES, MIP-1alpha, MIP-1beta, MDC, препятствующие размножению вируса путём блокировки корецепторов.
ВИЧ-специфичные CD8+ лимфоциты играют главную роль в контроле острой фазы ВИЧ-инфекции, однако при хроническом течении инфекции не коррелируется с виремией, так как пролиферация и активация лимфоцитов CD8+ зависит от антиген-специфичных T-хелперов CD4, при этом ВИЧ также заражает CD8+ лимфоциты, что может вести к снижению их числа. Синдром приобретённого иммунодефицита является терминальной стадией ВИЧ-инфекции и развивается у большинства больных при падении числа CD4+ Т-лимфоцитов, крови ниже 200 клеток/мл (норма CD4+ T-лимфоцитов 500—1200 клеток/мл).
Депрессию CD4+ клеток объясняют следующими теориями:
- Гибель CD4+ T-лимфоцитов в результате прямого цитопатического действия ВИЧ[57]
- ВИЧ поражает в первую очередь активированные лимфоциты CD4, а поскольку специфичные к ВИЧ лимфоциты входят в число первых клеток, активируемых в ходе ВИЧ-инфекции, они страдают одними из первых[58].
- Изменение вирусом клеточной мембраны CD4+ T-лимфоцитов, что ведёт их к слиянию между собой с образованием гигантских синцитиев, которое регулируется LFA-1[59][60]
- Поражение CD4 клеток антителами, как результат антител-зависимого цитотоксического действия (англ. ADCC-antibody-dependent cellular cytotoxicity)[61][62].
- Активация естественных клеток-киллеров[63][64].
- Аутоиммунное поражение[65][66]
- Связывание белка вируса gp120 с CD4-рецептором (маскировка CD4-рецептора) и как результат — невозможность опознания антигена, невозможность взаимодействия CD4 с HLA класса II[67].
- Запрограммированной клеточной смертью[68][69].
- Отсутствие иммунного ответа (анергия)[70].

B-лимфоциты при ВИЧ-инфекции подвергаются поликлональной активации и выделяют большое количество иммуноглобулинов, ФНОα, интерлейкин-6 и лектин DC-SIGN, который способствует проникновению ВИЧ в T-лимфоциты. Кроме того, наблюдается значительное снижение интерлейкина-2, вырабатываемого CD4-хелперами 1 типа и имеющего критическое значение в активации цитотоксических Т-лимфоцитов (CD8+, CTL) и подавление вирусом секреции макрофагами интерлейкина-12 — ключевого цитокина в образовании и активации T-хелперов 1 типа и NK-лимфоцитов (англ. Natural killer cells).
Одним из основных факторов патогенеза ВИЧ является гиперактивация иммунной системы в ответ на инфекцию. Одной из черт патогенеза является гибель CD4+ Т-хелперов, концентрация которых медленно, но неуклонно снижается. Особенно значительные негативные последствия имеет гибель заражённых ВИЧ CD4+ T-лимфоцитов центральной памяти и дендритных клеток. Основной причиной гибели Т-клеток при ВИЧ-инфекции является программируемая клеточная гибель (апоптоз). Даже на стадии СПИД уровень инфицированности CD4+ клеток периферической крови составляет 1:1000, что говорит о том, что вирус сам по себе не способен убить такое количество клеток, которое погибает при ВИЧ-инфекции. Также не объяснить столь массовую гибель Т-клеток и цитотоксическим действием других клеток. В то же время основным местом, где происходит репликация ВИЧ на всех стадиях ВИЧ-инфекции, является вторичная лимфоидная ткань. Наиболее интенсивно репликация ВИЧ происходит в лимфоидной ткани, ассоциированной с кишечником (en:Gut-associated lymphoid tissue). Инфицированные Т-клетки памяти в этой ткани встречаются в 10—100, а иногда в почти в 1000 раз чаще, чем в периферической крови. Это объясняется, в первую очередь, высоким содержанием CD4+CCR5+ Т-клеток в этой ткани, которые являются хорошими мишенями для инфицирования ВИЧ. Для сравнения: в периферической крови таких клеток всего 11,7 %, ткани лимфоузлов 7,9 %, в то время как в лимфоидной ткани, ассоциированной с кишечником — 69,4 %.
Выраженное истощение CD4+ клеток, обусловленное репликацией ВИЧ в лимфоидной ткани кишечника, возникает через несколько недель после инфицирования, и сохраняется на всех стадиях ВИЧ-инфекции. ВИЧ-инфекция нарушает проницаемость слизистой для веществ микробного происхождения, таких как липополисахариды грамотрицательных бактерий. Эти вещества, попадая в кровоток, являются причиной хронической неспецифической гиперактивации врождённого и адаптивного иммунитета. Таким образом, ВИЧ-инфекция является, главным образом, болезнью слизистой кишечника, и желудочно-кишечный тракт является главным местом репликации ВИЧ.
Принципиально важную роль в снижении количества наивных лимфоцитов является изменение структуры лимфоидной ткани лимфоузлов, вызванное хронической иммунной активацией. После эмиграции из тимуса наивные Т-лимфоциты формируют запас долгоживущих клеток, которые циркулируют между тканями и вторичными лимфоидными органами. Часть из них гибнет вследствие апоптоза, а часть время от времени делится, восполняя запас погибших клеток. Во все периоды жизни число клеток, которые появляются вследствие деления, превышает экспорт из тимуса. Для предотвращения апоптоза этих клеток на каждом этапе их развития им необходимы определённые сигналы выживания. Такой сигнал реализуется, когда во время контакта Т-клеточного рецептора(TCR) с комплексом собственный антиген — MHC I наивный лимфоцит получает стимуляцию интерлейкином-7. Вхождение наивных Т-клеток в лимфоидную ткань и взаимодействие с клетками микроокружения, которые синтезируют ИЛ-7 (например, стромальными клетками лимфоузлов, дендритными клетками), является критическим фактором для сохранения популяции наивных Т-клеток.
Высокоорганизованная структура вторичной лимфоидной ткани чрезвычайно важна для выживания Т-клеток и обеспечения иммунного ответа через взаимодействие Т-лимфоцитов и антигенпрезентирующих клеток. Хроническая иммунная активация и репликация ВИЧ в лимфоидной ткани приводит к разрушению этой структуры и чрезмерному накоплению коллагена, а в конечном счёте — к фиброзу лимфоузлов. Избыточная продукция коллагена есть побочный эффект попытки противодействия регуляторных Т-клеток (Treg) негативным последствиям иммунной активации. Фибробласты, стимулированные цитокинами (такими как TGF-β1) регуляторных Т-клеток, производят коллаген, накопления которого разрушает структуру лимфоидной ткани и лишает наивные Т-клетки доступа к источнику ИЛ-7. Это приводит к истощению их запаса, а также к ограничению возможности его восстановления при подавлении репликации ВИЧ на АРВТ.
Нарушения в работе иммунной системы со временем нарастают вплоть до полной неспособности осуществлять свою основную функцию — защиту организма от болезнетворных организмов. На фоне гиперактивации часто возникают лейкозы, что в совокупности приводит к тому, что факультативные паразиты, которые сосуществуют в здоровом организме под контролем иммунной системы, выходят из-под контроля, становясь гибельными для организма.
Основной резервуар ВИЧ в организме — макрофаги и моноциты. В этих клетках не происходит взрывающей репродукции, выход вирионов осуществляется через комплекс Гольджи. Система врождённого иммунитета не способна во время острой ВИЧ-инфекции эффективно распознавать вирус и стимулировать своевременный адекватный специфический Т-клеточный ответ.

### Эпидемиология
По данным на 2011 год, в мире за всё время ВИЧ-инфекцией заболели 60 миллионов человек, из них: 25 миллионов умерли, а 35 миллионов живут с ВИЧ-инфекцией. В масштабе планеты эпидемическая ситуация стабилизируется, количество новых случаев ВИЧ-инфекции снизилось с 3,5 миллиона в 1997 году до 2,7 миллиона в 2007 году. По данным на конец 2013 года, в России 645 тыс. человек жили с ВИЧ-инфекцией, за период с 1986 по 2013 год умерло от разных причин 153 тысячи ВИЧ-инфицированных граждан России. В декабре 2016 года на заседании президиума РАН руководитель Федерального научно-методического центра по борьбе и профилактике ВИЧ-инфекции Вадим Покровский сообщил, что носителями вируса ВИЧ являются примерно 1,5 млн россиян, а 240 тыс. человек умерли от СПИДа.
«В России из-за смешения ранее доминировавшего в РФ штамма A1 и нового агента AG, занесённого из Средней Азии, появился новый вирус A63, который гораздо опаснее родителей», — сообщил в ходе заседания президиума РАН заведующий лабораторией иммунохимии Института вирусологии им. Д. И. Ивановского Эдуард Карамов.
В 2016 году в России было зарегистрировано на 5,3 % больше новых случаев ВИЧ-инфекции, чем в 2015 году — 103,4 тысячи. По данным заместителя генсека ООН, исполнительного директора объединённой программы Организации Объединённых Наций по ВИЧ/СПИД (UNAIDS) Мишеля Седибе по числу новых случаев заражения ВИЧ Россия заняла третье место в мире после ЮАР и Нигерии.
В России на 2016 год было около миллиона ВИЧ-инфицированных (официальная статистика — меньше миллиона, оценки UNAIDS — больше миллиона), из них только около трети получали антиретровирусную терапию, которая препятствует распространению вируса его носителями. По росту заболеваемости (выявленных новых инфицированных) на 2017 год Россия в первой тройке стран, после двух африканских. По мнению специалистов, это является результатом замалчивания проблемы на государственном уровне.

## Клиническая классификация
Классификация ВИЧ-инфекции и СПИДа неоднократно уточнялась и изменялась. В первой классификации ВОЗ от 1988 года выделяли 4 стадии. Эта классификация стала основой для других, которые уточняют и детализируют стадии болезни:
I стадия — начальная (острая) ВИЧ-инфекция;
II стадия — персистирующая генерализованная лимфаденопатия;
III стадия — СПИД-ассоциированный комплекс (пре-СПИД);
IV стадия — развёрнутый СПИД.

### Классификация CDC
В 1993 году Центрами по контролю и профилактике заболеваний США (англ. CDC) была разработана классификация, оценивающая как клинические, так и лабораторные показатели (число CD4+-Т-лимфоцитов в 1 мкл крови). Согласно классификации CDC пациенту диагностируют ВИЧ-инфекцию, либо терминальную стадию СПИД, лица, которые подпадают под критерии категорий А3, В3, С1, С2 и С3 подлежат учёту, как больные СПИД.
| Число (%) CD4+ Т-лимфоцитов в 1 мкл (у человека без ВИЧ их 500—1500 на 1 мкл, или 35-55 %) | Клинические категории                                                                          | Клинические категории | Клинические категории             |
| ------------------------------------------------------------------------------------------ | ---------------------------------------------------------------------------------------------- | --------------------- | --------------------------------- |
| Число (%) CD4+ Т-лимфоцитов в 1 мкл (у человека без ВИЧ их 500—1500 на 1 мкл, или 35-55 %) | А — бессимптомная острая (первичная) или ПГЛП (персистирующая генерализованная лимфаденопатия) | В — Манифестная       | С — СПИД-индикаторные заболевания |
| 1. > 500 (> 29 %)                                                                          | А1                                                                                             | В1                    | С1                                |
| 2. 200—499 (> 14—28 %)                                                                     | А2                                                                                             | В2                    | С2                                |
| 3. < 200 (< 14 %)                                                                          | А3                                                                                             | В3                    | С3                                |

Симптомы клинических категорий по классификации CDC:
- А — острый ретровирусный синдром: генерализованная лимфаденопатия (ГЛАП), бессимптомное течение;
- В — синдромы СПИД-ассоциированного комплекса: кандидоз полости рта, дисплазия шейки матки, органические поражения, опоясывающий герпес, идиопатическая тромбоцитопения, листериоз, лейкоплакия, периферическая нейропатия;
- С — СПИД: кандидоз лёгких или пищевода, рак шейки матки, кокцидиоидоз, криптоспоридиоз, цитомегаловирусная инфекция, герпетический эзофагит, ВИЧ-энцефалопатия, гистоплазмоз, изоспороз, саркома Капоши, лимфома, микобактериоз, пневмоцистоз, бактериальная пневмония, прогрессирующая многоочаговая лейкоэнцефалопатия[вд], сальмонеллёз.

### Клинические стадии ВОЗ
Всемирная организация здравоохранения (ВОЗ) в 1990 году разработала клиническую классификацию ВИЧ/СПИДа, которая последний раз была значительно дополнена и обновлена в 2006 году и опубликована для стран Европы 1 декабря 2006 года в «Протоколах ВОЗ по лечению и предупреждению ВИЧ/СПИД».
Клинические стадии ВОЗ для взрослых и подростков старше 15 лет:
- Острая ВИЧ-инфекция: асимптоматическая, острый ретровирусный синдром
- Клиническая стадия 1: асимптоматическая, персистирующая генерализованная лимфаденопатия (ПГЛ)
- Клиническая стадия 2: себорейный дерматит, ангулярный хейлит, рецидивирующие язвы полости рта (два или более эпизода в течение 6 месяцев), опоясывающий лишай (распространённый лишай), рецидивирующие инфекции дыхательных путей — синусит, средний отит, фарингит, бронхит, трахеит, (два или более эпизода в течение 6 месяцев), грибковые поражения ногтей, папулёзный зудящий дерматит
- Клиническая стадия 3: волосатая лейкоплакия полости рта, необъяснимая хроническая диарея продолжительностью более 1 месяца, рецидивирующий кандидоз полости рта (два или более эпизода в течение 6 месяцев), тяжёлая бактериальная инфекция (пневмония, эмпиема, гнойный миозит, инфекции костей или суставов, менингит, бактериемия), острый язвенно-некротический стоматит, гингивит или периодонтит
- Клиническая стадия 4*: лёгочный туберкулёз, внелёгочный туберкулёз (исключая лимфаденопатию), необъяснимая потеря веса (более 10 % в течение 6 месяцев), ВИЧ-истощающий синдром[101], пневмоцистная пневмония, тяжёлая или подтверждённая рентгенологически пневмония (два или более эпизода в течение 6 месяцев), цитомегаловирусный ретинит (с или без колита), вирус простого герпеса (англ. HSV) (хронический или персистирующий более 1 месяца), энцефалопатия, прогрессирующая мультифокальная лейкоэнцефалопатия, саркома Капоши и другие ВИЧ-обусловленные злокачественные новообразования, токсоплазмоз, диссеминированная грибковая инфекция (кандидоз, гистоплазмоз, кокцидиоидомикоз), криптоспоридиоз, криптококковый менингит, инфекция, вызванная нетуберкулёзными микобактериями, диссеминированная микобактеримия (англ. MOTT)

* Если подкрепляются достаточными доказательствами, могут быть включены: карцинома заднепроходного отверстия и лимфома (Т-клеточная Ходжкинская лимфома)

### Клиническая классификация в РФ
В России и странах СНГ получила распространение классификация, предложенная В. И. Покровским в 1989 году:
I — стадия инкубации
II — стадия первичных проявлений:
А — острая лихорадочная фаза
Б — бессимптомная фаза
В — персистирующая генерализованная лимфаденопатия
III — стадия вторичных проявлений:
А — потеря массы тела менее 10 %, поверхностные грибковые, бактериальные, вирусные поражения кожи и слизистых оболочек, опоясывающий герпес, повторные фарингиты, синуситы;
Б — прогрессирующая потеря массы тела более 10 %, необъяснимая диарея или лихорадка более 1 месяца, повторные и/или стойкие бактериальные и протозойные поражения внутренних органов (без диссеминации) или глубокие поражения кожи и слизистых оболочек: повторный или диссеминированный опоясывающий лишай, локализованная саркома Капоши;
В — генерализованные бактериальные, грибковые, вирусные, протозойные и паразитарные заболевания, пневмоцистная пневмония, кандидоз пищевода, атипичный микобактериоз, внелёгочный туберкулёз, кахексия, диссеминированная саркома Капоши, поражения ЦНС различной этиологии
IV — терминальная стадия
Приложение к Инструкции по заполнению годовой формы государственного федерального статистического наблюдения № 61 «Сведения о контингентах больных ВИЧ-инфекцией», утверждённой Приказом Минздравсоцразвития России от 17 марта 2006 г. № 166 предлагает следующую классификацию стадий ВИЧ-инфекции:
1. Стадия инкубации;
2. Стадия первичных проявлений. Варианты течения: бессимптомное, острая инфекция без вторичных заболеваний, острая инфекция со вторичными заболеваниями;
3. Субклиническая стадия.
4. Стадия вторичных заболеваний. Варианты течения:
потеря массы тела менее 10 %, грибковые, вирусные, бактериальные поражения кожи и слизистых, повторные фарингиты, синуситы, опоясывающий лишай. Фазы: прогрессирование в отсутствие антиретровирусной терапии, на фоне антиретровирусной терапии; ремиссия (спонтанная, после антиретровирусной терапии, на фоне антиретровирусной терапии);
потеря массы тела более 10 %, необъяснимая диарея или лихорадка более месяца, повторные стойкие вирусные, бактериальные, грибковые, протозойные поражения внутренних органов, локализованная саркома Капоши, повторный или диссеминированный опоясывающий лишай. Фазы: прогрессирование в отсутствие антиретровирусной терапии, на фоне антиретровирусной терапии; ремиссия (спонтанная, после антиретровирусной терапии, на фоне антиретровирусной терапии);
кахексия, генерализованные вирусные, бактериальные, микобактериальные, грибковые, протозойные, паразитарные заболевания, в том числе: кандидоз пищевода, бронхов, трахеи, лёгких; пневмоцистная пневмония; злокачественные опухоли; поражения центральной нервной системы. Фазы: прогрессирование в отсутствие антиретровирусной терапии, на фоне антиретровирусной терапии; ремиссия (спонтанная, после антиретровирусной терапии, на фоне антиретровирусной терапии);
5. Терминальная стадия.

## Стадии инфекционного процесса

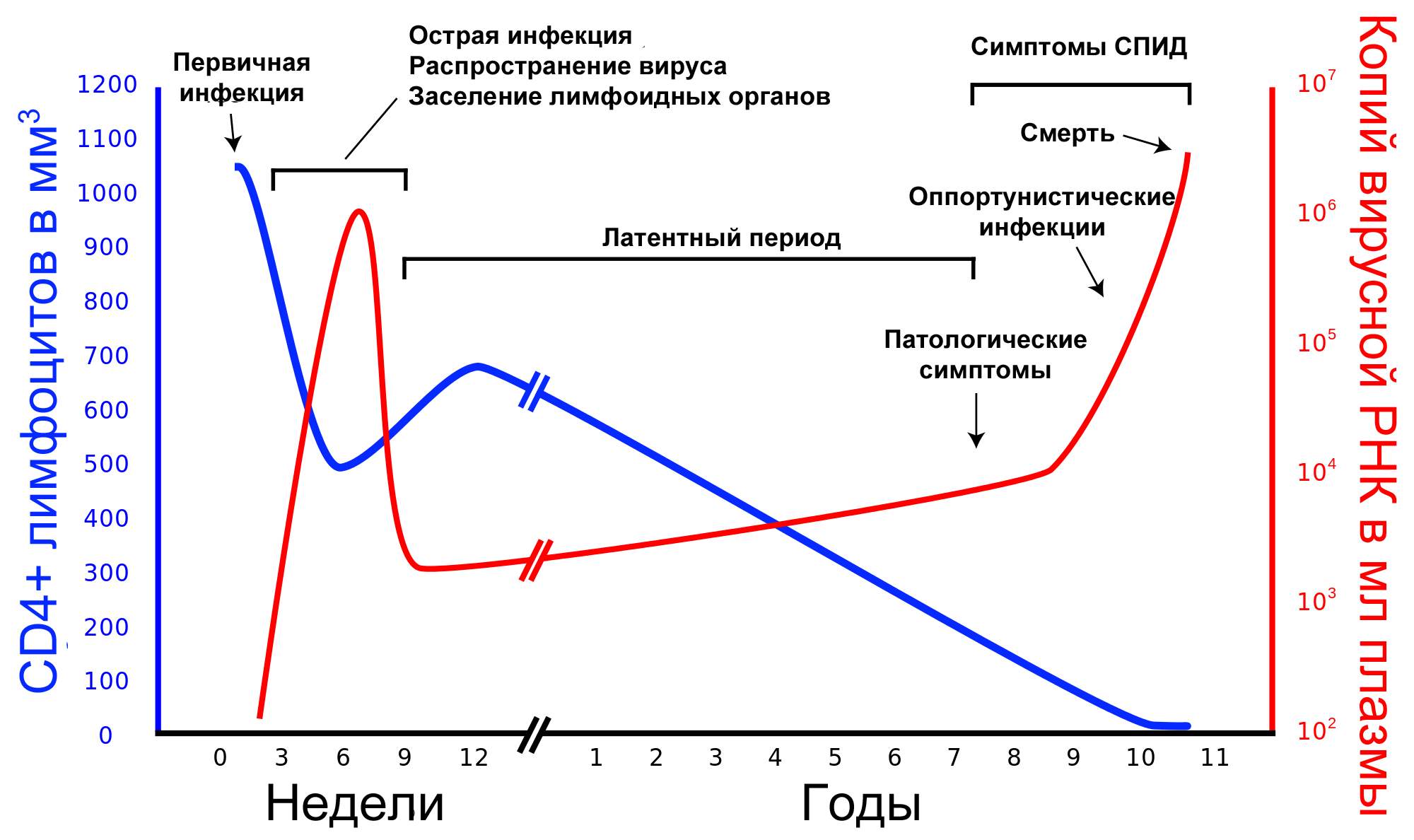
Количество CD4 лимфоцитов и копий РНК вируса в крови больного с момента инфицирования до терминальной стадии.
Число CD4^{+} T лимфоцитов (клеток в 1 мм^{3})
Число копий РНК вируса в 1 мл плазмы крови

Общая продолжительность ВИЧ-инфекции у пациентов, не получающих АРВТ, составляет в среднем 10 лет. В течение всего этого времени наблюдается постоянное снижение количества CD-4 лимфоцитов в крови пациента приводящее к тяжёлому иммунодефициту, что в конечном итоге становится причиной смерти от вторичных (оппортунистических) заболеваний.
При этом как в присутствии АРВТ, так и в её отсутствие ВИЧ поражает ряд органов и систем (в связи со способностью присоединяться к клеткам организма человека, имеющим CD-4 комплекс — например, базальные мембраны, остеобласты и т. д.), что вызывает огрубевание (склеризацию) лимфоузлов с потерей их функциональности и лимфатической системы в целом, потерю эластичности сосудов кровеносной системы (повышаются риски ССЗ), наружные оболочки нервов (эпинервия) (развиваются неврологические заболевания и потеря когнитивных функций).

### Период окна
Период сероконверсии — от инфицирования до появления детектируемых антител к ВИЧ — от двух до 12 недель (у людей с ослабленным иммунитетом от двенадцати недель до 6 месяцев).

### Острая фаза
Острая фаза длится до 1 месяца с момента инфицирования, при этом, клинические проявления виремии и инфекционного процесса могут отсутствовать. Среди частых клинических проявлений этой стадии: субфебрильная температура, крапивница, стоматит, воспаление лимфатических узлов, которые становятся увеличенными, мягкими и болезненными (симптомы проходят под маской инфекционного мононуклеоза). Максимальная концентрация вируса и антител появляется только в самом конце продромального периода.
После инфицирования ВИЧ-1 и инкубационного периода, который может длиться от нескольких дней до нескольких недель, в большинстве случаев развивается острый «гриппоподобный» синдром, проявление острой виремии, некоторые пациенты описывают его как «самый тяжёлый грипп» в их жизни. Впервые гриппоподобный синдром был описан как мононуклеозоподобный синдром с лихорадкой, пятнисто-папулёзной сыпью, язвами на слизистой полости рта, лимфаденопатией, артралгией, фарингитом, недомоганием, похудением, асептическим менингитом и миалгией. Отмечается, что чем тяжелее симптомы острой фазы и чем дольше они сохраняются, тем быстрее развивается СПИД. Наиболее чувствительными клиническими критериями острой фазы ВИЧ-инфекции признаны лихорадка (80 %) и недомогание (68 %), а наиболее специфичными— похудение (86 %) и язвы слизистой полости рта (85 %).
В течение острой фазы вирус активно реплицируется и вирусная нагрузка может достигать 10 млн копий вирусной РНК в 1 мкл (вирусная нагрузка более 10 млн копий вируса на 1 мкл не может быть определена стандартными тест-системами), а число CD4+ лимфоцитов падает, иногда до уровня, при котором могут развиваться оппортунистические инфекции. Затем это число CD4+ клеток повышается, но обычно не достигает первоначального уровня (норма 1200 в 1 мкл). Число CD8+ лимфоцитов увеличивается, при этом отношение CD4/CD8 может стать менее 1. Показано, что чем выше вирусная нагрузка, тем более заразен больной, особенно во время острой фазы ВИЧ-инфекции.
Острая фаза ВИЧ-инфекции обычно продолжается 7—10, редко более 14 дней. Диагностика этой стадии ВИЧ-инфекции трудна из-за неспецифичности симптомов и может быть подтверждена при выявлении вирусной РНК в отсутствие антител к ВИЧ. Одним из лучших методов диагностики этой фазы служит выявление РНК ВИЧ-1 в плазме (РНК ВИЧ >10 000 копий/мл) с чувствительностью и специфичностью достигающими 100 %. Чувствительность определения белка p24 составляет 79 %, а специфичность — 99,5—99,96 %. Диагноз острой фазы ВИЧ-инфекции необходимо подтвердить через несколько недель выявлением антител к ВИЧ. В некоторых случаях начало комбинированной терапии именно на этой стадии может быть полезно для здоровья инфицированного.
Клинические симптомы острой ВИЧ-инфекции: лихорадка (96 %), лимфаденопатия (74 %), фарингит (70 %), сыпь (70 %), миалгия (54 %), диарея (32 %), головная боль (32 %), тошнота и рвота (27 %), гепатоспленомегалия (14 %), потеря веса (13 %), молочница (12 %), неврологические симптомы (12 %, Асептический менингит, менингоэнцефалит, периферическая нейропатия, паралич лицевого нерва, синдром Гийена-Барре, неврит плечевого сплетения, когнитивные нарушения или психоз).

### Бессимптомная стадия
После окончания острой фазы устанавливается «равновесие» между скоростью размножения вируса и иммунным ответом, и затем в течение многих месяцев и лет (до 8—10 лет), инфекция протекает бессимптомно или в форме персистирующей генерализованной лимфаденопатии (стадия 1 по классификации ВОЗ). В этот период происходит активное размножение вируса и постоянное разрушение CD4 клеток. В конце асимптоматической фазы могут появиться различные симптомы и заболевания, которые, однако, не являются критериями СПИД (стадия 2 по классификации ВОЗ). При числе CD4+ лимфоцитов более 200 клеток в 1 мкл заболевания, характерные для стадии СПИД, развиваются редко. Бессимптомная стадия длится 5—10 лет, характерные симптомы этой стадии — лимфаденопатия (увеличение лимфатических узлов). Применение АРВТ позволяет продлить эту стадию на десятки лет, при этом срок жизни человека с ВИЧ и принимающего эффективную АРВТ — неопределённо долгий, то есть ограничен только биологическим возрастом человека.
Ранее[когда?] ошибочно считалось, что ВИЧ-инфицированные пациенты в латентной стадии ВИЧ-инфекции могут заражать других лиц, даже в случае применения АРВТ, хотя лечение значительно снижает вероятность инфицирования.
Однако в 2016 году были завершены глобальные исследования HPTN 052, PARTNER и PARTNER II, доказавшие, что в случае приёма АРВТ передача ВИЧ-инфекции при незащищённом половом акте — передача вируса невозможна при соблюдении определённых критериев. Выработаны критерии U=U (undetectable=untransmittable) или Н=Н (неопределяемый = не передающий), которые фактически означают следующее: вирусная нагрузка менее 200 копий вируса на 1 мкл, которая сохраняется 6 и более месяцев, а также высокая приверженность антиретровирусной терапии (отсутствие частых пропусков и задержек приёма препаратов) — гарантирует нулевую передачу ВИЧ-инфекции половому партнёру, не инфицированному ВИЧ.

### ПреСПИД
Продолжительность стадии составляет 1—2 года, начинается угнетение клеточного иммунитета. Характерными заболеваниями являются: рецидивирующий герпес (долго незаживающие изъязвления слизистой рта, половых органов, стоматит), лейкоплакия языка (разрастание сосочкового слоя), кандидоз слизистой рта и половых органов.

### СПИД
СПИД — это терминальная (предсмертная) стадия ВИЧ-инфекции. В отсутствие лечения длится до трёх лет, в среднем 1—2 года. На стадии СПИД происходит генерализация оппортунистических инфекций и опухолей; в случае развития опасных вторичных заболеваний, продолжительность жизни в отсутствие АРВТ составляет менее 1 года. Характерными заболеваниями для этой стадии являются: туберкулёз, сальмонеллёз и его переход в генерализованную форму, энцефалит, менингит, инфекция Legionella pneumophila, грипп, герпес, криптоспоридиоз, токсоплазмоз, менингоэнцефалит, кандидоз, гистоплазмоз, криптококкоз, злокачественные опухоли (саркома Капоши, лимфомы), пневмоцистная пневмония.
Факторы, которые сокращают переход ВИЧ-инфекции в СПИД: зрелый и пожилой возраст, коинфекция другими вирусными заболеваниями, плохое питание, стресс, генетические особенности. Факторы, которые задерживают развитие СПИД: применение антиретровирусной терапии, лечение сопутствующих заболеваний, следование рекомендациям лечащего врача, правильное питание, здоровый образ жизни (отказ от курения), генетические особенности.

## Ключевые группы
К группам повышенного риска заражения ВИЧ-инфекцией относят некоторые категории людей, в ходе личной жизни или профессиональной деятельности которых вероятность прямого контакта крови, или даже неповреждённой слизистой оболочки, или повреждённой кожи с биологическими жидкостями заражённого человека (кровью, лимфой, спермой, секретом влагалища, предсеменной жидкостью, грудным молоком, отделяемым из ран, цереброспинальной жидкостью, содержимым трахеи, плевральной полости и др.) возможен с большей вероятностью, чем в среднем по популяции. Поэтому особенно опасной формой полового акта является незащищённый анальный секс, так как при этой форме возникает наибольшее число мелких и крупных повреждений. С другой стороны, заражение возможно и в случае неповреждённой слизистой оболочки, так как слизистая содержит значительное количество дендритных клеток (в том числе, клеток Лангерганса), которые могут играть роль «переносчиков» вирусных частиц в лимфатические узлы.
Наибольшему риску с точки зрения эпидемиологии подвергаются лица, употребляющие инъекционные наркотики, использующие общую посуду для приготовления наркотика, а также их половые партнёры.
Лица (независимо от сексуальной ориентации), практикующие незащищённый анальный секс, при этом средняя вероятность заражения пассивного партнёра после одного полового контакта — 1 %, активного — 0,06 % (приводится статистика общего населения, а не среди ВИЧ-положительных). В частности, примерно 25 % случаев незащищённого анального секса среди серопозитивных геев составляют так называемые бейрбэкеры, составляющие около 14 % всех геев в исследованной выборке, это лица, сознательно избегающие использования презервативов, несмотря на свою осведомлённость о возможности заражения ВИЧ. Небольшую долю среди barebackers составляют «bug chasers» — лица, целенаправленно стремящиеся заразиться ВИЧ и выбирающие в качестве партнёров для секса ВИЧ-позитивных или потенциально позитивных индивидуумов, называемых «gift-givers».
Для лиц, практикующих незащищённый вагинальный секс (приводится статистика общего населения, а не среди ВИЧ инфицированных), вероятность заражения женщины после одного полового контакта оставляет около 0,01—0,32 %, мужчины — 0.01—0.1 %, и может варьироваться в широких пределах в зависимости от конкретных условий, в частности, этот путь заражения является преобладающим в Африке. Согласно данным UNAIDS, 2007 году в Восточной Европе 42 % новых ВИЧ-инфекций было обусловлено именно гетеросексуальными контактами.
Лица, практикующие незащищённый оральный секс (фелляция, куннилингус и анилингус), имеют казуистический риск заражения ВИЧ. Ранее вероятность заражения пассивного партнёра после одного полового контакта оценивалась в 0,03 % в среднем (приводится статистика общего населения, а не среди ВИЧ-инфицированных), и ранее считалось, что риск может изменяться в широких пределах, в зависимости от конкретных условий, однако по эпидемиологическим данным на 2019 год риск передачи ВИЧ при оральном сексе — околонулевой и считается казуистическим, в связи с отсутствием подтверждённых и зарегистрированных случаев передачи ВИЧ-инфекции этим путём.
Согласно эпидемиологическим данным, повышенный риск заражения имеют лица, которым делали переливание непроверенной донорской крови, врачи, нарушающие правила работы и ставящие себя в риск артифициального заражения, больные ИППП, коммерческие секс-работники (КСР) и их клиенты вне зависимости от их сексуальной или гендерной идентичности, мигранты.

## Профилактика
Специфическая иммунопрофилактика к ВИЧ-инфекции не разработана, однако показано, что возможно создание вакцины, защищающей от ВИЧ/СПИД. Разрабатываемые вакцины находятся на ранних этапах клинических исследований. Ещё большее количество препаратов находится на стадии доклинических исследований. В 2018 году одна из таких вакцин успешно прошла клинические испытания стадий I и IIа. В 2018 году исследователи предложили комплексную вакцину для защиты от трети известных штаммов ВИЧ, основанную на искусственном белке, подобном вирионному белку Env. Во второй половине 2019 года планируется начать пилотные клинические исследования этой вакцины на людях. В 2020 году российский научный центр «Вектор» Роспотребнадзора заявил о прогрессе в разработке вакцины от ВИЧ. Согласно данным Государственного реестра лекарственных средств, разрешение на клинические исследования вакцины «КомбиВИЧвак» было выдано в 2013 году, они будут продолжаться до конца 2021 года. При этом каждая вакцина-кандидат должна проходить полный цикл клинических исследований, доказывающих её эффективность и безопасность. Имеется прецедент с вакциной-кандидатом (клинические исследования STEP и Phambili), не уменьшавшей, а увеличивавшей вероятность инфекции.

### Основная стратегия профилактики ВИЧ в развитых странах
Эта единственная высокоэффективнная стратегия борьбы с распространением ВИЧ, применяемая в развитых странах означает, что всем ВИЧ-положительным людям (или тем у кого недавно обнаружена ВИЧ-инфекция) назначается АРВТ вне зависимости от их иммунного статуса и вирусной нагрузки как можно быстрее. Подавление вирусной нагрузки в крови ВИЧ-положительного человека делает (следуя принципам Н=Н, Неопределяемый = Не передающий) передачу вируса невозможной. Исследования PARTNER и PARTNER II показали отсутствие риска передачи ВИЧ при незащищённом половом акте: в течение 6 лет внутри исследованных 1166 гомо- и гетеросексуальных пар не было ни одного случая передачи вируса, когда вирусная нагрузка одного из партнёров была неопределяемой — это несмотря на то, что общее количество зафиксированных и проанализированных незащищённых половых актов составляло более 58000.
Критерии принципа Undetectable=Untransmittable:
- ВИЧ-положительный человек принимает АРВТ и привержен терапии (принимает все дозы препаратов с соблюдением условий приёма, регулярно, без пропусков и задержек в приёме более 30 минут от выбранного для приёма времени);
- вирусная нагрузка ВИЧ ниже 200 копий/мкл крови 6 месяцев и более;
- партнёрами не производится соупотребление ПАВ инъекционным способом.

### Доконтактная профилактика (ДКП, или Pre-exposure profilaxys — PrEP)
Доконтактная профилактика (ДКП) — это профилактическая мера по предотвращению передачи ВИЧ-инфекции, которую проводит с собой ВИЧ-отрицательный партнёр. Она состоит в приёме неполной схемы антиретровирусной терапии, одобренной CDC и EACS. На январь 2020 года это Truvada (эмтрицитабин и тенофовир) в рабочей дозировке, на февраль 2022 года — российский аналог Доквир (эмтрицитабин и тенофовир). При этом мужчины, согласно британскому руководству по ДКП могут принимать ДКП по требованию.
Одновременно женщины, в виду биологических особенностей, должны принимать ДКП непрерывно на период половой активности (например, коммерческие секс-работники, либо женщины, которые планируют зачатие естественным способом с ВИЧ-положительным партнёром и иррационально сомневаются в принципе Н=Н).
В случае, если ВИЧ-отрицательный партнёр в дискордантной паре (пара в которой один из партнёров ВИЧ-положительный) не использует презерватив, то он может начать сплошной (непрерывный) приём ДКП, для предотвращения передачи вируса от ВИЧ-положительного партнёра на период до момента достижения им критериев принципа Н=Н.
Для получения подробной консультации можно обратиться в региональный центр по борьбе со СПИДом. Однако, следует учитывать, что ДКП для граждан региональными центрами по борьбе со СПИДом не предусмотрены в рамках медицинской помощи и необходимо приобретать ДКП самостоятельно.

### Информирование
К просветительским профилактическим мероприятиям по эффективности воздействия относят:
1. Настороженность врачей в части диагностики ВИЧ-инфекции и ведение ими просветительско работы среди пациентов;
2. Полноценная санпросветработа на всех уровнях, организованная органами исполнительной власти по управлению здравоохранением;
3. Проект «Простые правила против СПИДа»;
4. Мероприятия для молодёжи, направленные на формирование ответственного отношения к своим поступкам в жизни (например, при поддержке Московской городской думы, Департамента семейной и молодёжной политики, а также Московского городского центра по профилактике и борьбе со СПИДом).

При этом, указанные выше профилактические меры, а также проведение агитационных мероприятий в соответствии с п.п. 4, направленных на пропаганду семейных ценностей и/или т. н. ответственного отношения к своим поступкам, как средства борьбы с распространением ВИЧ: относят к мерам по изменению полового поведения людей и они являются мерами с самой низкой эффективностью в отношении борьбы с распространением ВИЧ.

### Программы по снижению вреда
К общественным мероприятиям относится реализация программы «Снижение вреда» (Harm Reduction), которая подразумевает работу с потребителями инъекционных наркотиков (ПИН), а именно:
- обмен игл и шприцев в среде потребителей инъекционных наркотиков (с целью изъятия из оборота ВИЧ-контаминированных игл и шприцев);[источник не указан 859 дней]
- обучение потребителей наркотиков навыкам менее опасного употребления инъекционных наркотиков (тренинги «Безопасная инъекция», «Дезинфекция», «Неинъекционное употребление») для потребителей инъекционных наркотиков (ПИН) со стойко сформированной наркозависимостью, которые не могут или не хотят прекратить инъекционное употребление;[источник не указан 859 дней]
- проведение аутрич-работы (достижение вовне — метод социальной работы, направленный на установление контактов и донесение информации, консультаций, средств профилактики до закрытых социальных групп в местах привычных для них) на закрытой наркосцене с целью охвата труднодоступных ПИН[149];
- обеспечение ПИН презервативами, средствами дезинфекции (спиртовые салфетки), средствами гигиены, витаминами и перевязочным материалом (сервис низкого порога);[источник не указан 859 дней]
- медицинское, психологическое и юридическое консультирование ПИН;[источник не указан 859 дней]
- мотивационное консультирование ПИН с целью изменения поведения и вовлечения их в программы реабилитации и трезвости;[источник не указан 859 дней]
- информационно-образовательная работа среди ПИН, в том числе распространение информации о заместительной терапии (контролируемое медиками употребление метадона или бупренорфина (эднок) вместо уличного ВИЧ-рискованного употребления инъеционных наркотиков) и антиретровирусной терапии (поддерживающее лечение СПИДа);[источник не указан 859 дней]
- социальное сопровождение и переадресация ПИН в соответствующие государственные службы (например, помощь в лечении, трудоустройстве, сопровождение ПИН, освободившихся из мест лишения свободы) и другое[150].

Подход «Снижение вреда» рассматривается специалистами как «мостик» между ПИН, находящимися в употреблении, и программами лечения и реабилитации ПИН. В системе профилактических мероприятий стратегия «Снижение вреда» относится к направлению «Вторичная профилактика». В России «Снижение вреда» практически не используется, обмен шприцев и раздача презервативов осуществляются стихийно некоммерческими организациями и зачастую вызывают сопротивления со стороны властей.
Программы заместительной терапии в мире показали свою неэффективность в части вовлечения ПИН в программы реабилитации и трезвости — в ЕС и США только около 10 % активных наркопотребителей, желающих прекратить приём психоактивных веществ (ПАВ) подключаются к программам заместительной терапии. Остальные 90 % желающих отказываются от приёма наркотических средств используя иные, более эффективные методы, в том числе программы психологической помощи и социальной адаптации (группы поддержки, программы 12 шагов и т. д.). Таким образом, ЛУН не отказываются от применения наркотических средств — эти средства заменяются на контролируемое потребление метадона. В отношении распространения ВИЧ-инфекции эта заместительная терапия также, зачастую не эффективна, так как в программу включаются граждане длительно употребляющее наркотики и уже являющиеся людьми живущими с ВИЧ и/или гепатитами.

### Профилактические мероприятия с пациентами
К медицинским профилактическим мероприятиям относят:
1. Использование мужских и женских презервативов;
2. Тестирование на ВИЧ и ИППП и консультирование о половом поведении и рисках (для женщин обязательно тестирование на ИППП из четырёх точек (зев, уретра, анус, цервикальный канал); для мужчин из трёх точек (зев, уретра, анус));
3. Тестирование на туберкулёз (ТБ), консультирование и направление на лечение;
4. Добровольное медицинское мужское обрезание (ДММО) (в определённых условиях снижает риск передачи ВИЧ-инфекции);
5. Использование антиретровирусных (АРВП) препаратов в профилактических целях (широкомасштабное внедрение страегии TasP — Treatment as prevention);
6. Уменьшение вреда для потребителей инъекционных наркотиков (разъяснительная работа о способах введения ПАВ и предоставление чистых инструментов для инъекций);
7. Ликвидация передачи ВИЧ-инфекции от матери (ликвидация вертикальной передачи ВИЧ-инфекции от матери к ребёнку при использовании АРВТ для подавления вирусной нагрузки).

### Профилактика инфицирования в медицинских учреждениях
Медперсонал и врачи в соответствии с установленными правилами должны относиться к каждому пациенту как к потенциально опасному по любым инфекционным заболеваниям и избегать возможного артифициального пути передачи ВИЧ.
В этой связи необходимо соблюдать установленный СП 3.1.5.2826-10 порядок работы медперсонала. Одновременно, каждый главный врач обязан обеспечить наличие соответствующих антиретровирусных препаратов для проведения постконтаной профилактики (ПКП), в соответствии с рекомендациями Минздрава РФ. Каждая аварийная ситуация должна фиксироваться в соответствующем журнале и документироваться. Главный врач несёт ответственность, в том числе уголовную, при негативном исходе аварийной ситуации.
Наибольшую опасность распространения ВИЧ представляет кровь (однако, вирус содержится во всех биологических жидкостях и биоптатах). Необходимо тщательно избегать случайных повреждений кожных покровов острыми инструментами (проколы кожных покровов загрязнённым инструментом являются более опасными, чем рассечения). Все манипуляции с больными, а также работу с биологическими материалами от больного медицинские работники проводят в резиновых перчатках и масках. Кроме того, необходимо соблюдать все меры предосторожности, предусмотренные при работе с больными вирусным гепатитом B. Если все же произошёл контакт слизистой оболочки или повреждённой кожи медицинского работника с биологической жидкостью, потенциально содержащей ВИЧ, следует незамедлительно (желательно в первые три часа, но не позднее 72 часов с момента контакта с заражённым вирусом материалом) начать курс постконтактной профилактики антиретровирусными препаратами, что позволит при соблюдении приверженности избежать инфицирования. При этом, участник аварийной ситуации должен внепланово сдать тест на ВИЧ — это необходимо для понимания эффективности ПКП.
Обязательно тщательное мытьё рук после снятия перчаток и индивидуальной одежды перед тем, как покинуть помещение, где проводится работа с потенциально инфицированным материалом. Госпитализация ВИЧ-положительных пациентов, принимащих АРВТ на регулярной основе, должна осуществляться на общих основаниях. При лечении любых пациентов, в том числе с ВИЧ-инфекцией или не уточнённым ВИЧ-статусом пациента необходимо применять инструментарий и шприцы одноразового использования, а также в обязательном порядке осуществлять проверку совместимости препаратов антиретровирусной терапии с назначаемыми или используемыми препаратами и медикаментами. При соблюдении правил предосторожности с биологическими жидкостями общение с пациентами является полностью безопасным.

### Презервативы (мужские и женские)
Согласно рекомендациям CDC, супруги и половые партнёры должны знать о наличии ВИЧ-инфекции у партнёра. Вирус иммунодефицита обычно передаётся от ВИЧ-положительного партнёра не принимающего эффективную АРВТ при незащищённом проникновении (анальном или вагинальном), презерватив является лучшим средством защиты при любых формах сексуальной активности. Оральный секс в числе путей передачи ВИЧ-инфекции несёт казуистический риск (Hivbook-2019). Вирусная нагрузка может варьироваться от определяемого уровня на грани чувствительности применяемой для подсчёта тест-системы до 27-30 миллионов в 1 мкл крови (зависит от длительности подсчёта тест-системой). Чем выше концентрация вирусной РНК в крови, тем больше вероятность передачи ВИЧ, так как существует понятие инфицирующей дозы (для ВИЧ она составляет порядка 10 000 копий на 1 мкл). Одновременно, наличие любых инфекций, передающихся половым путём или гепатита увеличивает вероятность передачи ВИЧ в несколько раз.
Следует однократно использовать мужской или женский презерватив при любой форме полового акта, при этом при смене сексуальной активности (переход от вагинального секса к анальному) презерватив должен меняться на новый. То же правило касается и совместного использования сексуальных игрушек, применяемых с проникновением — презерватив всегда должен сменяться при передаче игрушки от одного партнёра к другому.

## Диагностика

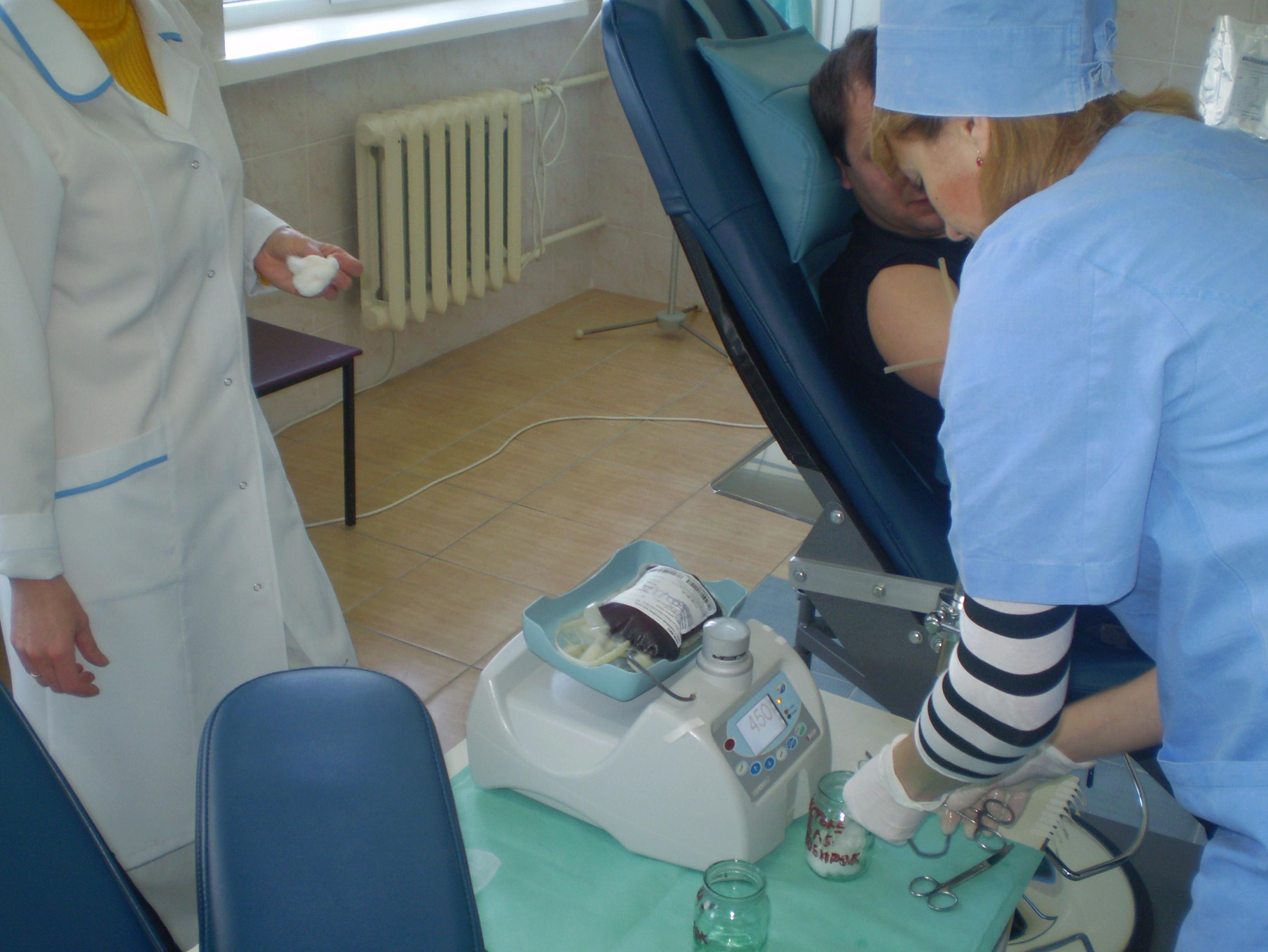
Забор небольшого количества крови на анализы от донора

Для диагностики ВИЧ используются два метода:
- предварительный (скрининговый) тест (ИФА или ИХЛА определение антиген/антитело к ВИЧ). Они обладают высокой чувствительностью (до 99 %) и специфичностью (до 99,5 %). Используемые в тесте антигены соответствуют антителам, которые могли выработаться в организме пациента к ВИЧ определённого типа (ВИЧ-1, ВИЧ-2, ВИЧ-1-N, ВИЧ-1-O, ВИЧ-1-M).[источник не указан 859 дней]
- подтверждающий тест (иммоноблоттинг, вестерн-блот — определение наличия специфических белков ВИЧ в пробе крови, что говорит об окончательном подтверждении диагноза у пациента). Иммуноблоттинг проводится только при получении положительного результата скринингового теста и только после положительных результатов. полученных в референ-лабораториях. Таким образом пробы крови до подтверждающего теста проверяются скрининговыми тестами не менее 5 раз[154] .

Отрицательный результат скринингового обследования не гарантирует отсутствия в организме ВИЧ-инфекции, так как в течение нескольких недель и месяцев после заражения антитела не могут быть обнаружены (т. н. «период окна») — это зависит от активности иммунной системы человека. Обычно скрининговые тесты 4 поколения, применяемые повсеместно в России, могут достоверно определить наличие антител к ВИЧ с 21-го дня после опасной ситуации.

### Скрининговые тесты
Антитела к ВИЧ-1 и ВИЧ-2 в сыворотке крови в норме отсутствуют.
Определение антител к ВИЧ является основным методом лабораторной диагностики ВИЧ-инфекции. В основе метода лежит иммуноферментный анализ (ИФА) — чувствительность более 99,5 %, специфичность — более 99,8 %. Антитела к ВИЧ появляются у 90-95 % инфицированных в течение 1 месяца после заражения, у 5-9 % — через 6 месяцев, у 0,5-1 % — в более поздние сроки. В стадии СПИДа число антител может снижаться вплоть до полного исчезновения.
Спустя 3 мес. после заражения антитела к ВИЧ выявляются у 96—97 % пациентов, спустя 6 мес. — у остальных 2—3 %, а в более поздние сроки — только у 0,5—1 %,по другим данным спустя 3 мес. после заражения антитела к ВИЧ выявляются у 90—95 % пациентов, спустя 6 мес. — 5—9 %, у 0,5—1 % — в более поздние сроки. В стадии СПИД регистрируют существенное снижение содержания антител в крови. Первые недели и месяцы после инфицирования представляют собой «период серонегативного окна», когда антитела к ВИЧ не выявляются. Поэтому отрицательный результат тестирования на ВИЧ в этот период не означает, что человек не инфицирован ВИЧ и не может заразить других.
Результат исследования выражается качественно: положительный или отрицательный.
Отрицательный результат исследования указывает на отсутствие антител к ВИЧ-1 и ВИЧ-2 в сыворотке крови. Отрицательный результат лаборатория выдаёт сразу по его готовности. При получении положительного результата — выявлении антител к ВИЧ — во избежание ложноположительных результатов в референс-лаборатории анализ повторяют ещё 3 раза.
Вне зависимости от полученных результатов исследования проба крови пациента и результаты 5 исследований направляются лабораторией в региональный центр СПИДа для подтверждения положительного результата или верификации неопределённого результата. В таких случаях окончательный ответ по данному исследованию выдаёт региональный центр СПИДа, по итогам которого в соответствии со стандартами пациенту сообщается результат теста в запечатанном конверте.
В случае положительного результата проводится послетестовое консультирование, в ходе которого пациенту сообщают положительный результат, дальнейший алгоритм получения психологической помощи и диспансерного наблюдения (лечения).
В случае отрицательного результата проводится послетестовое консультирование, в ходе которого пациенту сообщают о методах профилактики ВИЧ-инфекции (доконтактной профилактике) и способах изменения полового поведения.

### Подтверждающие тесты (иммуноблотинг)
Антитела к вирусным белкам ВИЧ в сыворотке крови в норме отсутствуют.
Метод ИФА по определению антител к ВИЧ является скрининговым. При получении положительного результата в лаборатории и/или в референс-лаборатории для подтверждения его специфичности используется метод иммуноблоттинга — Western-blot — встречная преципитация в геле антител в сыворотке крови больного с различными вирусными белками, подвергнутыми разделению по молекулярной массе с помощью электрофореза и нанесёнными на нитроцеллюлозу. Определяются антитела к вирусным белкам gp41, gp120, gp160, р24, p18, р17 и др.
Согласно рекомендациям Российского центра по профилактике и борьбе со СПИДом обнаружение антител к одному из гликопротеидов gp41, gp120, gp160 — следует считать положительным результатом. В случае выявления антител к другим белкам вируса результат считается сомнительным, такого пациента следует обследовать дважды — через 3 и 6 месяцев.
Отсутствие антител к специфическим белкам ВИЧ означает, что иммуноферментный метод дал ложноположительный результат. Вместе с тем, в практической работе при оценке результатов метода иммуноблоттинга необходимо руководствоваться инструкцией, прилагаемой фирмой к используемому «Набору для иммуноблоттинга». Метод иммуноблоттинга применяется для лабораторной диагностики ВИЧ-инфекции и подтверждения наличия ВИЧ в организме пациента.

### Экспресс-тесты
Методы экспресс-анализа основаны на методах реакция агглютинации, ИФА на полимерных мембранах (тест-полоски), иммунологическом фильтрационном анализе и иммунохроматографии. Экспресс-тесты дают результат в течение 15—30 минут (имеется в виду срок обработки анализа, а не период необходимого выжидания перед сдачей анализа после предполагаемого заражения) и удобны, когда результат необходимо получить быстро, например при срочном хирургическом вмешательстве. В России применялись экспресс-тесты на ВИЧ по околодесневой жидкости (OraQuick, Ретрочек), однако, в сентябре 2020 года по инициативе Росздравнадзора их продажи были остановлены. По состоянию на конец 2021 года единственным доступным в продаже остаётся экспресс-тест по сыворотке крови (плазме) «ИммуноХром-антиВИЧ-1/2-Экспресс».

### Полимеразная цепная реакция (ПЦР) РНК или ДНК ВИЧ
Методы выявления генетического материала ВИЧ (РНК вируса) ПЦР-методами обычно не используют в качестве первичных скрининговых тестов. Их применяют при необходимости в дополнение к исследованию наличия антител/антигена, а также для прогноза, мониторинга течения и контроля лечения ВИЧ-инфекции.

#### Качественная
Тест способен находить генетический материал ВИЧ (ДНК/РНК), то есть проверяет, есть ли непосредственно вирус в крови. Нуклеиновые кислоты могут обнаруживаться уже на 7-й день после инфицирования (по данным CDC — c 10 по 33 день).
У детей, рождённых от ВИЧ-положительной матери, до 12—15 месяцев жизни в крови определяются пассивно приобретённые антитела, проникшие через плацентарный барьер от матери, таким образом тест на антитела будет положительным. В настоящее время ранний диагноз, у детей до 18 месяцев, может быть установлен обнаружением нуклеиновых кислот ВИЧ с помощью полимеразной цепной реакции (ПЦР). Исключить ВИЧ-инфекцию у новорождённого, в данных случаях, позволяют лишь два отрицательных результата ПЦР: один должен быть получен в возрасте от 1 до 4 месяцев, другой — в возрасте старше 4 месяцев.

#### Количественная
Определение РНК ВИЧ типа 1 в плазме крови методом ПЦР с детекцией в режиме реального времени. Исследование выполняется на специальном оборудовании по стандартизованной технологии с автоматизированной пробоподготовкой.
Исследование концентрации в крови РНК ВИЧ применяют для прогноза и мониторинга эффективности антиретровирусной терапии, то есть измеряется вирусная нагрузка в крови. Клиническая специфичность теста: 100 %, при доверительном интервале 99,6-100 %. Чувствительность теста бывает разной: ультрачувствительный от 1 до 20 копий/мл., стандартный от 40 копий/мл, устаревший и практически не применяемый от 200 или 500 копий/мл.
Проводится регулярно в рамках диспансерного наблюдения ВИЧ-положительных пациентов, но не реже чем 1 раз в 6 месяцев в соответствии с рекомендациями Минздрава России. При этом проводится регулярное обследование в состав которого входит общий анализ крови с липидным профилем и лейкоциатрной формулой, анализ на количество вируса в крови (вирусную нагрузку) и иммунограмма (имунный статус или относительное и абсолютное содержание СД4/СД8 лимфоцитов в пробе крови), однако по рекомендациям CDC иммунограмма может назначаться пациенту 1 раз в 12 месяцев, если пациент со стабильно подваленной вирусной нагручкой три и более лет, так как имунный статус в этом случае не имеет диагностического значения. При этом следует учитывать, что согласно европейским и североамериканским стандартам при ИС более 200 СД4 для оценки состояния имунной системы наиболее показательно относительное содержание СД4 лимфоцитов в пробе крови, выражаемое в % отношении к общему количеству лимфоцитов в крови.

## Лечение
На 2022 год при лечении ВИЧ-инфекции применяется около 35 различных препаратов трёх групп ингибирования, что позволяет подобрать оптимальную терапию для каждого пациента. При этом ВОЗ в своих информационных материалах отмечает, что АРВТ не должна снижать/ухудшать качество жизни пациента, что при наличии такого количества АРВ-препаратов делает задачу подбора оптимальной схемы АРВТ достижимой.
Не разработано метода излечения ВИЧ-инфекции, которое могло бы полностью устранить вирус иммунодефицита человека из организма. Это происходит в виду особенностей самого вируса, который формирует резервуары (санктуарии) в организме человека.
Термин «высокоактивная антиретровирусная терапия» (ВААРТ) вошёл в широкое употребление после того, как был продемонстрирован превосходный вирусологический и клинический ответ на комбинацию из трёх (или более) антиретровирусных препаратов. Однако прилагательное «высокоактивная» в качестве характеристики является избыточным, и поэтому данный термин вышел из повсеместного употребления и был заменён на «антиретровирусная терапия» (АРВТ). ВОЗ также не рекомендует использовать аббревиатуру АРТ.
Современная АРВТ позволяет длительно контролировать ВИЧ-инфекцию неопределённо долго и исключает наступления у пациента стадии СПИДа, при условии её вирусологической эффективности и соблюдения регулярного приёма препаратов (приверженности лечению), позволяя ВИЧ-инфицированному человеку жить полноценной жизнью неопределённо долго. При использовании лечения и при условии, что эффективность лекарств сохраняется, продолжительность жизни человека ограничивается не ВИЧ, а лишь естественными процессами старения. Однако при многократном нарушении времени приёма препарата (пропуски приёма таблеток) и/или несогласованное с лечащим врачом снижение доз, либо самостоятельного применения несовместимых компонентов терапии — в короткие сроки, вирус может мутировать, приобретая резистентность (устойчивость) к применяемым препаратам. В этом случае для дальнейшего контроля над ВИЧ-инфекцией применяют новые схемы лечения с другими препаратами. Именно поэтому важно, чтобы любая существующая на сегодняшний день схема терапии ВИЧ-инфекции проводилась с высоким или 100%-м показателем приверженности пациента к лечению. В противном случае терапия становится неэффективной. Также, во многих случаях, пациент не может принимать отдельные препараты по причине индивидуальной непереносимости её компонентов — как правило это ингибиторы протеазы и ингибиторы обратной транскриптазы. Наиболее инертные в части возникновения побочных эффектов — препараты группы ингибиторов интегразы. Это связано с тем, что фермент интеграза, который вирус приносит в организм человека с собой — отсутствует в организме человека в норме и её блокировка не оказывает негативного влияния или аллергических реакций.
Применение терапии откладывает развитие СПИД на неопределённое время, а появление новых классов препаратов в основном нацелено на уменьшение побочных эффектов от приёма терапии, поскольку продолжительность жизни ВИЧ-положительных людей, принимающих терапию, практически сравнялась с продолжительностью жизни ВИЧ-отрицательного населения. В период более позднего развития АРВТ (2000—2005 годы) выживаемость ВИЧ-инфицированных больных при исключении больных с гепатитом C достигает 38,9 лет (37,8 — для мужчин и 40,1 — для женщин). При этом с 2017 года в мире активно развивается направление медико-социального сопровождения в части старения людей с ВИЧ, что свидетельствует о том, что длительность жизни ВИЧ-положительных людей принимающих АРВТ — неопределённо долгая.
Важное значение придаётся поддержанию здоровья ВИЧ-положительного немедикаментозными средствами (правильное питание, здоровый сон, избегание сильных стрессов и длительного нахождения на солнце, здоровый образ жизни), а также регулярный (2—4 раза в год) мониторинг состояния здоровья у врачей-специалистов по ВИЧ-инфекции. Одновременно, применение методов нетрадиционной медицины и вообще методов лечения вне поля доказательной медицины взамен медикаментозного лечения АРВП вызывает 100 % смертность этих пациентов от оппортунистических заболеваний вследствие развития СПИДа.
В настоящее время первым человеком, излечившимся от ВИЧ, считается американец Тимоти Рэй Браун, получивший прозвище «берлинский пациент».
Однако многие исследователи считают, что метод лечения, благодаря которому у Брауна удалось исключить вирус из организма, не может считаться панацеей от ВИЧ, поскольку используется только для одновременно больных раком. Однако в 2020 году первый человек излечившийся от ВИЧ-инфекции Тимоти Рэй Браун умер от рецидива онкологического заболевания 29 сентября 2020 года в 15:10 в хосписе в городе Палм-Спрингс в возрасте 54 лет.
5 марта 2019 года на международной конференции в Сиэтле, посвящённой ретровирусам и оппортунистическим инфекциям, учёные сообщили о двух обнадёживающих результатах: ещё два человека, «лондонский пациент» и «дюссельдорфский пациент» программы IciStem, находятся в ремиссии после пересадки костного мозга. Врачи намеренно используют слово «ремиссия», имея в виду, что у обоих людей нет признаков ВИЧ, но говорить о полном излечении рано.
Как и Браун, «лондонский пациент» (Adam Castillejo) был болен раком, но не лейкемией, а лимфомой Ходжкина. Ему тоже требовалась пересадка костного мозга, и донора ему нашли с такой же мутацией, как для Брауна. Разница в том, что «лондонскому пациенту» предварительно не проводили курсы лучевой и химиотерапии, а пересадку костного мозга сделали лишь однажды.
Третий человек, «дюссельдорфский пациент», 50-летний мужчина, тоже болел лимфомой, не проходил лучевую терапию, и пересадку костного мозга ему сделали один раз, а не два. В течение 14 месяцев (на март 2020) после этого, несмотря на прекращение противовирусной терапии, у пациента не определяется ВИЧ-инфекция.
В 2021 году подтвердились 2 случая (Loreen Willenberg или «San Francisco Patient», «Esperanza patient» 30-летняя женщина) излечения без пересадки костного мозга.
В 2018 году в России начался эксперимент по медикаментозной очистке вирусных резервуаров у пациентов, начавших лечение сразу после завершения острой стадии или в острую стадию ВИЧ-инфекции. В 2021 участники эксперимента прекратили приём АРВТ и подтверждают посттерапевтический контроль и снижение объёмов вирусных резервуаров (по данным на 2022 год).

### CRISP — надежда на излечение
Мутация CCR5Δ32 делает Т-клетки человека устойчивыми к заражению ВИЧ. Пересадка клеток крови от донора с мутацией может спасти больного от инфекции — как это было в случае с «берлинским пациентом», а потом с «лондонским» и, возможно, «дюссельдорфским». Однако в Европе носителей этой мутации всего несколько процентов от населения и подобрать полностью совместимого донора довольно сложно. А в некоторых странах (например, в Китае), где носителей практически нет, это и вовсе превращается в невыполнимую задачу.
Современные технологии редактирования генома позволяют обойтись и без донора. Для этого нужно взять собственные клетки пациента и ввести в них необходимую мутацию или просто разрушить соответствующий ген. Впервые на это решилась компания Sangamo Therapeutics: в 2014 году они отчитались о первом клиническом испытании. Для редактирования генома исследователи использовали нуклеазу «цинковые пальцы». Это фермент, в составе которого есть участки — собственно, «пальцы» — способные распознать определённую последовательность в ДНК, и участок, способный внести разрыв в нить ДНК рядом с этой последовательностью. У 12 пациентов забрали Т-клетки крови, внесли в их геном изменение и вернули в организм. В этот момент испытуемых перестали лечить от ВИЧ. Отредактированные клетки прижились в теле пациентов, однако сделать их полностью устойчивыми не смогли — всем, кроме одного, пришлось вернуться к антиретровирусной терапии. После этого Sangamo Therapeutics прекратила свои разработки лекарства от ВИЧ и переключилась на борьбу с другими болезнями.
С тех пор на смену «цинковым пальцам» пришла новая технология редактирования генома — система CRISPR/Cas9. Она выгодно отличается тем, что за распознавание ДНК в ней отвечают не белки, а молекула РНК, которую быстрее синтезировать и проще сделать специфичной к той или иной последовательности.

## Люди, живущие с ВИЧ

Красная лента — символ солидарности с ВИЧ-инфицированными людьми

Аббревиатура «Люди, живущие с ВИЧ» (ЛЖВ, либо «Люди, живущие с ВИЧ/СПИД» — ЛЖВС) рекомендуется ВОЗ использовать в отношении человека или группы людей, имеющих ВИЧ-положительный статус, так как он отражает тот факт, что люди могут жить с ВИЧ десятилетиями, ведя активный и продуктивный образ жизни.
Крайне некорректными признаются выражения «жертвы СПИДа», «больные вирусом СПИДа» (это подразумевает беспомощность, отсутствие контроля и достаточных знаний о ВИЧ-инфекции), в том числе некорректно называть детей с ВИЧ «невинными жертвами СПИДа» (это подразумевает, что кто-то из ЛЖВ «сам виноват» в своём ВИЧ-статусе или «заслужил» его). Выражение «больной СПИДом» допустимо только в медицинском контексте, поскольку ЛЖВ не проводят свою жизнь на больничной койке.
Права ВИЧ-инфицированных ничем не отличаются от прав иных категорий граждан: они так же имеют право на оказание медицинской помощи, на свободу труда, на получение образования, на личную и семейную тайну и другие права.
«Вирус СПИДа» — выражение используемое в СМИ и ИКС[что?] Интернет, характеризует отстранённость и отсутствие знаний о ВИЧ-инфекции. Вируса СПИДа не существует, есть ВИЧ-инфекция или вирус иммунодефицита человека (ВИЧ) который приводит к синдрому приобретённого иммунодефицита (СПИДу). ВИЧ — вирус, СПИД — последствия бесконтрольного воздействия вируса на организм человека.